# Rättsakt

Europeiska flaggan

En rättsakt, eller unionsakt, är en författning utfärdad av Europeiska unionens institutioner, organ eller byråer med unionens fördrag som rättslig grund. Rättsakterna utgör en viktig rättskälla – sekundärrätten – inom unionsrätten som är underordnad primärrätten (fördragen) och unionens internationella avtal.
Det finns fem typer av typiska rättsakter: förordningar, direktiv, beslut, rekommendationer och yttranden. Varje typ av rättsakt har sin egen rättsliga form. Förordningar, direktiv och beslut är bindande rättsakter, medan rekommendationer och yttranden är icke-bindande rättsakter.
Om en bindande rättsakt antas i enlighet med ett lagstiftningsförfarande utgör den en ”lagstiftningsakt” och är överordnad andra rättsakter, ”icke-lagstiftningsakter”. Alla lagstiftningsakter samt de flesta icke-lagstiftningsakter måste offentliggöras i Europeiska unionens officiella tidning innan de träder i kraft.

## Rättslig form och grund
Rättsakter utfärdas av Europeiska unionens institutioner, organ och byråer för att till exempel lagstifta eller fatta beslut i specifika ärenden. I enlighet med principen om tilldelade befogenheter måste varje rättsakt som antas ha en giltig rättslig grund i fördragen; annars kan den ogiltigförklaras av EU-domstolen genom en talan om ogiltigförklaring.
En stor del av rättsakterna antas genom unionens lagstiftningsförfaranden, antingen genom det ordinarie lagstiftningsförfarandet eller genom ett särskilt lagstiftningsförfarande. I dessa fall beslutar Europaparlamentet och/eller Europeiska unionens råd i regel på förslag av Europeiska kommissionen.

### Olika typer av rättsakter
Rättsakter kan antas i olika former. Sedan Lissabonfördraget trädde i kraft den 1 december 2009 finns fem typer av typiska rättsakter: förordningar, direktiv, beslut, rekommendationer och yttranden. Den rättsliga formen för de olika typerna av rättsakter regleras av artikel 288 i fördraget om Europeiska unionens funktionssätt:
| ” | När institutionerna utövar unionens befogenheter ska de anta förordningar, direktiv, beslut, rekommendationer och yttranden. En förordning ska ha allmän giltighet. Den ska till alla delar vara bindande och direkt tillämplig i varje medlemsstat. Ett direktiv ska med avseende på det resultat som ska uppnås vara bindande för varje medlemsstat till vilken det är riktat, men ska överlåta åt de nationella myndigheterna att bestämma form och tillvägagångssätt för genomförandet. Ett beslut är till alla delar bindande. Om ett beslut anger till vem eller vilka det riktar sig, är det bindande endast för dessa. Rekommendationer och yttranden ska inte vara bindande. | „ |
| – Artikel 288 i fördraget om Europeiska unionens funktionssätt efter Lissabonfördragets ikraftträdande | |   |

Förordningar, direktiv och beslut är således bindande rättsakter, medan rekommendationer och yttranden är icke-bindande rättsakter. Vilken typ av rättsakt som används i ett enskilt fall avgörs av den rättsliga grunden i fördragen och proportionalitetsprincipen. En förordning används när enhetliga bestämmelser krävs inom hela unionen, medan ett direktiv används när det räcker med att harmonisera medlemsstaternas lagstiftningar. Till skillnad från förordningar och direktiv används ett beslut vanligtvis inte för att fastställa allmänna bestämmelser, utan för att besluta i ett specifikt ärende. Beroende på ärendets karaktär kan beslutet riktas till en eller flera specifika medlemsstater eller fysiska eller juridiska personer, eller antas med allmän räckvidd.
Utöver de rättsakter som omnämns i artikel 288 förekommer andra typer av akter, så kallade atypiska rättsakter. De atypiska rättsakter innefattar riktlinjer, arbetsordningar och rättegångsregler, interinstitutionella avtal, akter antagna inom Europeiska ekonomiska samarbetsområdet, resolutioner och förklaringar. Även förberedande akter, såsom grönböcker och vitböcker, räknas in i denna kategori. Därutöver finns rent politiska dokument, såsom slutsatser som utfärdas av Europeiska rådet eller Europeiska unionens råd.
Innan Lissabonfördraget trädde i kraft den 1 december 2009 kunde även andra typer av rättsakter antas inom de mellanstatliga pelarna (den gemensamma utrikes- och säkerhetspolitiken och polissamarbete och straffrättsligt samarbete), däribland rambeslut. Även om sådana rättsakter inte längre kan antas består rättsverkan för tidigare antagna rättsakter till dess att de upphävs eller ersätts.

### Lagstiftningsakter och icke-lagstiftningsakter
Bindande rättsakter (förordningar, direktiv och beslut) delas upp i lagstiftningsakter och icke-lagstiftningsakter beroende på vilket förfarande som används för deras antagande. Rättsakter som antas av Europaparlamentet och/eller Europeiska unionens råd i enlighet med ett lagstiftningsförfarande utgör lagstiftningsakter. De är överordnade andra rättsakter, icke-lagstiftningsakter.
Bland icke-lagstiftningsakterna återfinns dels delegerade akter, dels genomförandeakter. Delegerade akter antas av Europeiska kommissionen för att komplettera eller ändra vissa icke väsentliga delar av en lagstiftningsakt. Genomförandeakter antas av kommissionen eller, i vissa fall, Europeiska unionens råd för att fastställa enhetliga villkor för genomförandet av en rättsakt. Dessa rättsakter, som antas med andra rättsakter som rättslig grund, benämns ibland som tertiärrätt.

## Utformning
Alla rättsakter är utformade enligt en enhetlig struktur, utarbetad av unionens institutioner genom Publikationsbyrån. En rättsakt består i regel av följande delar: ingressen, artikeldelen och eventuella bilagor. Artikeldelen utgör den normativa delen av rättsakten och är vanligtvis uppdelad i artiklar. Eventuella bilagor är bindande genom att vara bundna till artiklar i artikeldelen.

### Titel
En rättsakt tilldelas en titel som innehåller namnet på den institution som utfärdat akten, typen av akt, aktens nummer, datum för antagandet samt en kortfattande beskrivning av rättsaktens innehåll. Eftersom rättsakternas officiella titlar ofta är långa är det vanligt att de erhåller informella namn som är kortare. Delegerade akter och genomförandeakter innehåller orden ”delegerad” respektive ”genomförande” i titeln. Om en rättsakt är en omarbetning eller en kodifiering av tidigare akter, anges detta inom parentes under titeln.
I de fall en rättsakt faller under EES-avtalets tillämpningsområde åtföljs dess rubrik av texten ”(Text av betydelse för EES)”. Gemensamma EES-kommittén ansvarar för att införliva sådana rättsakter i EES-avtalet så att de även blir rättsligt bindande för EES-länderna Island, Liechtenstein och Norge.

### Ingress
Efter titeln följer ingressen, som består av dels beaktandeled, dels skälen för att rättsakten antas.

#### Beaktandeled
Alla rättsakter måste innehålla hänvisningar till de förslag, initiativ, rekommendationer, framställningar eller yttranden som legat till grund för antagandet av akten. Sådana hänvisningar återfinns i ingressens första del i form av så kallade beaktandeled. Beaktandeleden anger den rättsliga grunden, alla förberedande akter samt, för lagstiftningsakter, vilket lagstiftningsförfarande som tillämpats. Den rättsliga grunden anges i form av hänvisningar till primärrätten och, i vissa fall, internationella avtal eller annan sekundärrätt. Förberedande akter och eventuella yttranden som utfärdats i samband med samråd med andra institutioner, organ eller byråer under utarbetandet av rättsakten anges därefter.
Om rättsakten är en lagstiftningsakt avslutas beaktandeleden med ”efter översändande av utkastet till lagstiftningsakt till de nationella parlamenten” följt av ”i enlighet med det ordinarie lagstiftningsförfarandet” eller ”i enlighet med ett särskilt lagstiftningsförfarande”.

#### Skäl
Alla rättsakter måste motiveras. Sådana motiveringar återfinns i ingressens andra del i form av skäl. Skälen inleds med ”och av följande skäl:” följt av samtliga skäl uppradade punktvis. Antalet skäl varierar mellan olika rättsakter; vissa kan ha ett fåtal medan andra kan ha flera hundra stycken. Skälen är inte rättsligt bindande, men kan påverka tolkningen av rättsaktens normativa del.

### Artikeldel
Artikeldelen utgör den normativa delen av en rättsakt, det vill säga den del som innehåller aktens bestämmelser. En artikeldel består vanligtvis av artiklar, antingen en enda eller flera stycken, i vissa fall flera hundra stycken. I de fall då rättsakten innehåller många artiklar kan dessa delas in i delar, avdelningar, kapitel och avsnitt. En artikel kan i sig själv delas in i punkter, stycken, led, strecksatser och meningar. För direktiv och, i vissa fall, beslut anges rättsaktens adressat i den avslutande artikeln. Förordningar har istället en slutbestämmelse som inte är en del av den sista artikeln men som föreskriver att förordningen ska vara till alla delar bindande och direkt tillämplig i alla medlemsstater.

### Slutformulering
Alla rättsakter innehåller en slutformulering som preciserar när och var akten utfärdades följt av underskrifter för företrädare för den eller de institutioner, organ eller byråer som har utfärdat akten.

## Ikraftträdande och genomförande
Alla lagstiftningsakter samt andra förordningar, direktiv som riktar sig till alla medlemsstater och beslut som inte anger till vem eller vilka de riktar sig måste offentliggöras i Europeiska unionens officiella tidning innan de träder i kraft. De träder i kraft den dag som anges i rättsakten eller, om sådana bestämmelser saknas, tjugo dagar efter offentliggörandet. Direktiv som endast riktar sig till vissa medlemsstater och beslut som anger till vem eller vilka de riktar sig måste delges den eller dem som rättsakten riktar sig till och får verkan genom denna delgivning. Enligt offentlighetsförordningen ska även dessa direktiv och beslut i största möjliga utsträckning offentliggöras i Europeiska unionens officiella tidning. Icke-bindande rättsakter, såsom rekommendationer och yttranden, offentliggörs i regel, men saknar datum för ikraftträdande.
Inom två månader från offentliggörandet eller delgivningen av en bindande rättsakt kan talan om ogiltigförklaring väckas vid EU-domstolen, till exempel om en rättsakt anses ha tillkommit i strid med fördragen.
Genomförandet av rättsakterna beror på vilken typ av rättsakt det rör sig om. Förordningar, å ena sidan, blir exempelvis direkt tillämpliga i alla medlemsstater och kräver inga särskilda genomförandeåtgärder. Direktiv, å andra sidan, kräver att medlemsstaterna vidtar genomförandeåtgärder, till exempel i form av lagändringar på nationell nivå, för att införliva bestämmelserna i den nationella lagstiftningen. Icke-bindande rättsakter kräver inga genomförandeåtgärder eftersom de inte har någon bindande verkan.

## Rättsverkan
Rättsverkan för de utfärdade rättsakterna varierar beroende på om de är rättsligt bindande, om de har allmän räckvidd eller är riktade till en viss adressat (mottagare) samt om de är direkt tillämpliga eller måste införlivas i medlemsstaternas nationella rättsordningar för att få full rättsverkan.
En förordning har de mest långtgående rättsverkningarna av alla typer av rättsakter eftersom den är rättsligt bindande, har allmän räckvidd och blir direkt tillämplig i alla medlemsstater när den träder i kraft. Den får således rättsverkan samtidigt och enhetligt inom hela Europeiska unionen. Detta medför rättigheter och skyldigheter för alla som förordningen berör. En bestämmelse i en förordning som skapar en rättighet för enskilda har därför i allmänhet fullständig direkt effekt, det vill säga den kan åberopas av enskilda inför en nationell domstol likt en nationell lag.
I motsats till en förordning saknar ett direktiv direkt tillämplighet och måste istället införlivas av medlemsstaterna i den nationella lagstiftningen för att dess bestämmelser ska få full rättsverkan. Enligt EU-domstolens rättspraxis kan ett direktiv dock under vissa omständigheter ha direkt effekt om en medlemsstat har underlåtit att vidta nödvändiga genomförandeåtgärder. Denna direkta effekt är dock endast vertikal, vilket innebär att direktivets bestämmelser enbart kan åberopas gentemot det offentliga, och inte andra fysiska eller juridiska personer. Även beslut kan ha direkt effekt under vissa omständigheter.
Icke-bindande rättsakter, såsom rekommendationer och yttranden, saknar direkt effekt, men kan fortfarande ha indirekt effekt genom att ligga till grund för en domstols tolkning av bindande rättsakter eller nationella bestämmelser.
I enlighet med företrädesprincipen äger unionsrätten företräde framför nationell rätt om en bestämmelse i den nationella lagstiftningen skulle visa sig vara oförenlig med den. EU-domstolen tolkar rättsakterna genom att meddela förhandsavgöranden på begäran av de nationella domstolarna. För att säkerställa en enhetlig tillämpning av unionsrätten har EU-domstolen ensam behörighet att ogiltigförklara rättsakter. Om en medlemsstat inte införlivar ett direktiv korrekt eller på annat sätt underlåter att uppfylla sina skyldigheter enligt unionsrätten, kan Europeiska kommissionen väcka talan om fördragsbrott vid EU-domstolen.
| Typ av rättsakt      | Rättsligt bindande      | Bindande för    | Direkt tillämplig  | Direkt effekt         | Indirekt effekt |
| -------------------- | ----------------------- | --------------- | ------------------ | --------------------- | --------------- |
| Förordning           | Ja, till alla delar     | Alla som berörs | Ja                 | Ja, i allmänhet       | Ja              |
| Direktiv             | Ja, vad gäller resultat | Medlemsstaterna | Införlivande krävs | Vertikal i vissa fall | Ja              |
| Beslut utan adressat | Ja, till alla delar     | Alla som berörs | Ja                 | I vissa fall          | Ja              |
| Beslut med adressat  | Ja, till alla delar     | Adressaten      | I vissa fall       | I vissa fall          | Ja              |
| Rekommendation       | Nej                     | Ingen           | Nej                | Nej                   | Ja              |
| Yttrande             | Nej                     | Ingen           | Nej                | Nej                   | Ja              |